# U-47 (1938)
El submarí alemany U-47 fou un submarí del tipus VIIB de la marina alemanya nazi (Kriegsmarine) durant la Segona Guerra Mundial. La construcció va començar el 25 de febrer de 1937 a les drassanes Friedrich Krupp Germaniawerft de Kiel i va entrar en servei el 17 de desembre de 1938 sota el comandament de Günther Prien. Durant la seva carrera, l'U-47 va enfonsar un total de 31 vaixells enemics i va danyar-ne vuit més, incloent-hi el cuirassat britànic HMS Royal Oak el 14 d'octubre de 1939. L'U-47 és un dels submarins alemanys que va aconseguir més èxits durant la Segona Guerra Mundial.

## Disseny
Els submarins del tipus VIIB van ser precedits pels submarins de tipus VIIA, més curts. L'U-47 tenia un desplaçament de 753 tones en superfície i 857 tones submergit. Tenia una eslora total de 66,5 metres amb un casc de pressió de 48,8 metres, la mànega era de 6,2 metres i l'alçada, de 9,5 metres. El submarí estava alimentat per dos motors dièsel sobrealimentats Germaniawerft F46 de quatre temps i sis cilindres, que generaven un total de 2.800 a 3.200 CV en superfície; en immersió, l'alimentació anava a càrrec de dos motors-generadors elèctrics AEG GU 460/8-276 que produïen 750 CV. Tenia dos eixos i dos hèlixs de 1,23 metres. Podia arribar a una profunditat de 230 metres.
La velocitat màxima en superfície era de 17,9 nusos (33,2 km/h) i en immersió de 8 nusos (15 km/h). En immersió, tenia una autonomia de 90 milles nàutiques (170 km) a 4 nusos; en superfície, l'autonomia era de 8,700 milles nàutiques (16,100 km) a 10 nusos. L'U-47 estava equipat amb cinc tubs llançatorpedes de 53,3 cm (quatre a proa i un a popa), catorze torpedes, un canó de 8,8 cm SK C/35 amb 220 obusos i una canó antiaeri de 2 cm C/30. La tripulació era d'entre 44 i 60 persones.

## Historial de servei
L'U-47 va realitzar deu patrulles de combat i va passar un total de 238 dies a la mar. Va enfonsar 31 vaixells enemics (amb un total de 164.953 tones) i va danyar-ne vuit més. Abans de desaparéixer el març de 1941, l'U-47 només havia perdut un tripulant durant el servei, Heinrich Mantyk, que va caure per la borda el 5 de setembre de 1940.

### Primera patrulla
L'U-47 va ser assignat a la 7a flotilla d'U-boote el 17 de desembre de 1938, el dia que es va posar en servei. L'U-47 va salpar en un moviment preventiu abans que esclatés la guerra el setembre del 1939, fet que li permetria atacar vaixells enemics tan aviat com comencés la guerra. Va salpar en una primera patrulla de guerra el 19 d'agost de 1939 (dues setmanes abans de l'inici de les hostilitats), des del port de Kiel. Va circumnavegar les Illes Britàniques i va entrar al Cantàbric per a patrullar l'àrea I. El 3 de setembre es va declarar la guerra i l'U-47 va rebre ordres d’iniciar hostilitats contra vaixells britànics, però no en va trobar cap el primer dia. Les notícies de l'enfonsament de l'SS Athenia pel submarí alemany U-30 van arribar a Prien l'endemà, juntament amb ordres de no violar el Segon Tractat Naval de Londres. El primer vaixell amb què es va topar l' U-47 durant la guerra va ser un carguer grec neutral, que Prien va inspeccionar però va deixar anar. Després va trobar dos altres vaixells neutrals i Prien ni tan sols va aturar-los.
Just després de l'alba del 5 de setembre, Engelbert Endrass, que era ser el primer oficial de guàrdia a bord de l'U-47, va localitzar l'SS Bosnia navegant en zigzag i amb els llums apagats. Prien va sortir a la superfície i va disparar el seu canó de 88 mm per aturar el vaixell, però el Bosnia augmentà la velocitat i va començar a emetre una alerta per ràdio («SSS») juntament amb el nom i la posició. Prien després va disparar quatre salves addicionals, tres de les quals van impactar en el vaixell i van provocar que la tripulació l'abandonés. L'U-47 va portar assistència a la tripulació del Bosnia, portant-los a bord del submarí i ajudant un vaixell salvavides que havia naufragat durant la fugida de la tripulació. Llavors va arribar un vaixell noruec que va dur a bord tots els supervivents. Després de partir, Prien va disparar un únic torpede que va fer enfonsar el vaixell, amb la seva càrrega de sofre, gairebé immediatament. El Bosnia, de 2.407 tones, es va convertir en la segona embarcació britànica i el primer mercant enfonsat després de l'Athenia.
L'endemà, l'U-47 va topar amb un mercant britànic més gros, l'SS Rio Carlo, de 4.086 tones. De nou, Prien va optar per sortir a la superfície i iniciar un atac amb el canó. Si bé el Rio Carlo va aturar-se, va emetre l’alerta de submarins, fent que Prien disparés un tret d’avís, sense efecte. Tres trets més del canó sobre el pont de Rio Carlo van fer que cessés la retransmissió i la tripulació va abandonar la nau. Tot seguit, Prien va enfonsar el vaixell amb un únic torpede. Mentre la tripulació de l'U-47 estava inspeccionant els bots salvavides i assegurant-se que disposessin de queviures, va aparèixer un avió va aparèixer i l'U-47 se submergí, abandonant la zona.

### L'enfonsament de l’HMSRoyal Oak

Infiltració a Scapa Flow de lU-47

El 8 d'octubre de 1939, l'U-47 va iniciar la seva segona patrulla. El 14 d'octubre de 1939 (sis dies després de salpar), va aconseguir penetrar a la base principal de la Royal Navy a Scapa Flow. Tot i que la major part de la Home Fleet no era a la base en aquell moment, l'U-47 va aconseguir trobar un objectiu, el cuirassat HMS Royal Oak. Un cop localitzat, va obrir foc amb els seus torpedes, però els primers dos torpedes només van tallar una cadena d'àncora. Després de tornar a carregar els tubs de proa, l’última salva de tres torpedes va impactar en el vaixell britànic, i li provocà greus inundacions. Amb una inclinació de 15 graus, els ulls de bou oberts del cuirassat van empitjorar la inundació i van augmentar-ne la inclinació fins als 45 graus; el Royal Oak es va enfonsar en 15 minuts amb la pèrdua de més de 800 homes.
Després de l'atac, Prien va rebre el sobrenom de Der Stier von Scapa Flow (‘El toro d'Scapa Flow’); per això es va pintar l'emblema d'un toro esbufegant a la torre de comandament de lU-47 i la imatge es va convertir aviat en l'emblema de tota la 7a flotilla de submarins. Prien va ser premiat amb la Creu de Cavaller de la Creu de Ferro, el primer mariner d'un submarí i el segon membre de la Kriegsmarine a rebre aquesta condecoració. La resta de tripulants van rebre la creu de ferro. Dos altres tripulants de l'U-47 també van guanyar la Creu de Cavaller més endavant durant la Segona Guerra Mundial: l'enginyer en cap (Leitender Ingenieur) Johann-Friedrich Wessels i el primer oficial de guàrdia (I. Wachoffizier) Engelbert Endrass.

### Tercera patrulla
Després d'una gran celebració a Berlín per l'enfonsament de l'HMS Royal Oak en què els tripulants de la U-47 van ser rebuts per Adolf Hitler i van ser condecorats, el submarí va tornar a la mar el 16 de novembre de 1939, des de Kiel. Després de donar la volta a les Illes Britàniques va patrullar pel Cantàbric i el canal de la Mànega, on va enfonsar tres vaixells més: el Navasota el 5 de desembre, el vapor noruec MV Britta el 6 de desembre i el Tajandoen el 7 de desembre. Després de l'enfonsament del Navasota, destructors britànics van llençar breument càrregues de profunditat contra l'U-47, però va aconseguir evadir l'atac sense danys.

### Patrulles posteriors

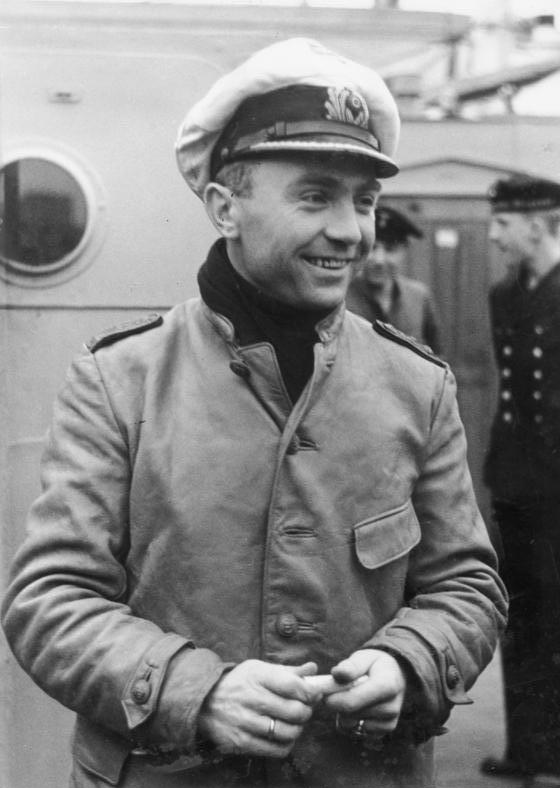
El comandant Günther Prien

L'U-47 va sortir del port de Wilhelmshaven i va començar la seva quarta patrulla l'11 de març de 1940. Durant 19 dies, va recórrer el mar del Nord a la recerca de combois aliats. No obstant això, només va aconseguir torpedinar el vapor danès Britta, al nord d'Escòcia, el 25 de març. Després de l'enfonsament del Britta, l’U-47 va tornar a Wilhelmshaven el 29 de març.
La cinquena patrulla de l'U-47 fou la primera en què no va enfonsar cap vaixell. Va salpar de Wilhelmshaven el 3 d'abril de 1940 i es va dirigir novament cap al mar del Nord. Tot i que no va enfonsar cap vaixell aliat, cap al 19 d'abril, va disparar un torpede al cuirassat britànic HMS Warspite però el torpedo va fallar. Diversos destructors propers van intentar enfonsar el sumbarí amb càrregues de profunditat, però l'U-47 va aconseguir escapar.
La sisena patrulla de l'U-47 va resultar molt més exitosa. Després de sortir de Kiel el 3 de juny de 1940, es va aventurar al mar del Nord i va operar a la costa sud d'Irlanda. Juntament amb altres sis submarins, formant la llopada Prien, va atacar el comvoi HX 47 i el primer vaixell que en resultà enfonsat fou el britànic SS Balmoralwood, el 14 de juny. En menys d'un mes, el vaixell va enfonsar set bucs més, San Fernando el 21, Cathrine el 24, Lenda i Leticia el 27, Empire Toucan el 29, Georgios Kyriakides el 30, i SS Arandora Star el 2 de juliol. El submarí alemany va tornar a Kiel el 6 de juliol després de 34 dies al mar i vuit vaixells enemics enfonsats.
En la setena sortida de l'U-47 va patrullar al nord de les Illes Britàniques i a l'Atlàntic Nord, al sud d'Islàndia. Després d’aquestes victòries, el 25 de setembre, l’U-47 va entrar al port francès de Lorient, que ara es trobava sota control alemany després de la decisiva batalla de França. La vuitena patrulla va començar el 14 d'octubre de 1940, quan va salpar de Lorient. Només va durar deu dies, però va enfonsar quatre vaixells enemics i en va danyar dos més en només dos dies. Va tornar a port el dia 23.
L'U-47 va salpar de Lorient el 3 de novembre de 1940 i es va traslladar a l'Atlàntic Nord a la recerca de combois aliats. Va aconseguir danyar tres vaixells, Gonçalo Velho, Conch i Dunsley i en va enfonsar un altre, Ville d'Arlon. Va tornar a Lorient per última vegada el 6 de desembre.

### Desaparició
L'U-47 va salpar de Lorient per a una desena i última patrulla el 20 de febrer de 1941. Va desaparèixer el 7 de març de 1941 i es creia que va ser enfonsat pel destructor britànic HMS Wolverine a l'oest d'Irlanda, d'acord amb els informes que afirmen un submarí va ser atacat pel Wolverine i l'HMS Verity. Les anàlisis de postguerra van demostrar que el submarí atacat era l'UA, que només va resultar danyat. Fins a la data, no hi ha cap registre oficial del que va passar a l'U-47, tot i que existeixen diverses possibilitats, incloses les mines, una fallada mecànica, una explosió dels seus propis torpedes o, possiblement, un atac posterior sense confirmar pel grup de corbetes de l'HMS Camelia i l'HMS Arbutus. L'U-47 duia una tripulació de 45 oficials i mariners durant la seva última patrulla a l'Atlàntic Nord a principis de 1941, tots els quals es creu que van morir.

## Resum d'enfonsaments
Durant el seu servei a la Kriegsmarine, l'U-47 va enfonsar trenta vaixells comercials amb un total de 162.769 tones i un vaixell de guerra de 29.150 tones; també va provocar danys en vuit vaixells comercials amb un total de 62.751 tones i un vaixell de guerra de 10.035 tones.
| Data             | Vaixell             | Nacionalitat  | Tonatge | Resultat i ubicació                                 |
| ---------------- | ------------------- | ------------- | ------- | --------------------------------------------------- |
| 5 setembre 1939  | Bosnia              | Regne Unit    | 2.407   | Enfonsat a 45° 29′ N, 09° 45′ O / 45.483°N,9.750°O  |
| 6 setembre 1939  | Rio Claro           | Regne Unit    | 4.086   | Enfonsat a 46° 30′ N, 12° 00′ O / 46.500°N,12.000°O |
| 7 setembre 1939  | Gartavon            | Regne Unit    | 1.777   | Enfonsat a 47° 04′ N, 11° 32′ O / 47.067°N,11.533°O |
| 14 octubre 1939  | HMS Royal Oak       | Royal Navy    | 29.150  | Enfonsat a 58° 55′ N, 02° 59′ O / 58.917°N,2.983°O  |
| 5 desembre 1939  | Novasota            | Regne Unit    | 8.795   | Enfonsat a 50° 43′ N, 10° 16′ O / 50.717°N,10.267°O |
| 6 desembre 1939  | Britta              | Noruega       | 6.214   | Enfonsat a 49° 19′ N, 05° 35′ O / 49.317°N,5.583°O  |
| 7 desembre 1939  | Tajandoen           | Països Baixos | 8.159   | Enfonsat a 49° 09′ N, 04° 51′ O / 49.150°N,4.850°O  |
| 25 març 1940     | Britta              | Dinamarca     | 1.146   | Enfonsat a 60° 00′ N, 04° 19′ O / 60.000°N,4.317°O  |
| 14 juny 1940     | Balmoralwood        | Regne Unit    | 5.834   | Enfonsat a 50° 19′ N, 10° 28′ O / 50.317°N,10.467°O |
| 21 juny 1940     | San Fernando        | Regne Unit    | 13.056  | Enfonsat a 50° 20′ N, 10° 24′ O / 50.333°N,10.400°O |
| 24 juny 1940     | Cathrine            | Panamà        | 1.885   | Enfonsat a 50° 08′ N, 14° 00′ O / 50.133°N,14.000°O |
| 27 juny 1940     | Lenda               | Noruega       | 4.005   | Enfonsat a 50° 12′ N, 13° 18′ O / 50.200°N,13.300°O |
| 27 juny 1940     | Leticia             | Països Baixos | 2.580   | Enfonsat a 50° 11′ N, 13° 15′ O / 50.183°N,13.250°O |
| 29 juny 1940     | Empire Toucan       | Regne Unit    | 4.421   | Enfonsat a 49° 20′ N, 13° 52′ O / 49.333°N,13.867°O |
| 30 juny 1940     | Georgios Kyriakides | Grècia        | 4.201   | Enfonsat a 50° 25′ N, 14° 33′ O / 50.417°N,14.550°O |
| 2 juliol 1940    | Arandora Star       | Regne Unit    | 15.501  | Enfonsat a 55° 20′ N, 10° 33′ O / 55.333°N,10.550°O |
| 2 setembre 1940  | Ville de Mons       | Bèlgica       | 7.463   | Enfonsat a 58° 20′ N, 12° 00′ O / 58.333°N,12.000°O |
| 4 setembre 1940  | Titan               | Regne Unit    | 9.035   | Enfonsat a 58° 14′ N, 15° 50′ O / 58.233°N,15.833°O |
| 7 setembre 1940  | Neptunian           | Regne Unit    | 5.155   | Enfonsat a 58° 27′ N, 17° 17′ O / 58.450°N,17.283°O |
| 7 setembre 1940  | José de Larrinaga   | Regne Unit    | 5.303   | Enfonsat a 58° 30′ N, 16° 10′ O / 58.500°N,16.167°O |
| 7 setembre 1940  | Gro                 | Noruega       | 4.211   | Enfonsat a 58° 30′ N, 16° 10′ O / 58.500°N,16.167°O |
| 9 setembre 1940  | Possidon            | Grècia        | 3.840   | Enfonsat a 56° 43′ N, 09° 16′ O / 56.717°N,9.267°O  |
| 21 setembre 1940 | Elmbank             | Regne Unit    | 5.156   | Danyat a 55° 20′ N, 22° 30′ O / 55.333°N,22.500°O   |
| 19 octubre 1940  | Uganda              | Regne Unit    | 4.966   | Sunk at 56° 35′ N, 17° 15′ O / 56.583°N,17.250°O    |
| 19 octubre 1940  | Shirak              | Bèlgica       | 6.023   | Danyat a 57° 00′ N, 16° 53′ O / 57.000°N,16.883°O   |
| 19 octubre 1940  | Wandby              | Regne Unit    | 4.947   | Enfonsat a 56° 45′ N, 17° 07′ O / 56.750°N,17.117°O |
| 20 octubre 1940  | La Estancia         | Regne Unit    | 5.185   | Enfonsat a 57° N, 17° O / 57°N,17°O                 |
| 20 octubre 1940  | Whitford Point      | Regne Unit    | 5.026   | Enfonsat a 56° 38′ N, 16° 00′ O / 56.633°N,16.000°O |
| 20 octubre 1940  | Athelmonarch        | Regne Unit    | 8.995   | Danyat a 56° 45′ N, 15° 58′ O / 56.750°N,15.967°O   |
| 8 novembre 1940  | Gonçalo Velho       | Portugal      | 8.995   | Danyat a 52° 30′ N, 17° 30′ O / 52.500°N,17.500°O   |
| 2 desembre 1940  | Ville d'Arlon       | Bèlgica       | 7.555   | Enfonsat a 55° 00′ N, 18° 30′ O / 55.000°N,18.500°O |
| 2 desembre 1940  | Conch               | Regne Unit    | 8.376   | Danyat a 55° 40′ N, 19° 00′ O / 55.667°N,19.000°O   |
| 2 desembre 1940  | Dunsley             | Regne Unit    | 8.376   | Danyat a 54° 41′ N, 18° 41′ O / 54.683°N,18.683°O   |
| 26 febrer 1941   | Kasongo             | Bèlgica       | 5.254   | Enfonsat a 55° 50′ N, 14° 20′ O / 55.833°N,14.333°O |
| 26 febrer 1941   | Diala               | Regne Unit    | 8.106   | Danyat a 55° 50′ N, 14° 00′ O / 55.833°N,14.000°O   |
| 26 febrer 1941   | Rydboholm           | Suècia        | 3.197   | Enfonsat a 55° 32′ N, 14° 24′ O / 55.533°N,14.400°O |
| 26 febrer 1941   | Borgland            | Noruega       | 3.636   | Enfonsat a 55° 45′ N, 14° 29′ O / 55.750°N,14.483°O |
| 28 febrer 1941   | Holmlea             | Regne Unit    | 4.233   | Enfonsat a 54° 24′ N, 17° 25′ O / 54.400°N,17.417°O |
| 7 març 1941      | Terje Viken         | Regne Unit    | 20.638  | Danyat a 60° 00′ N, 12° 50′ O / 60.000°N,12.833°O   |